# Paramusonius
Paramusonius is een kevergeslacht uit de familie van de boktorren (Cerambycidae). De wetenschappelijke naam van het geslacht werd voor het eerst geldig gepubliceerd in 1980 door Breuning.

## Soorten
Paramusonius omvat de volgende soorten:
- Paramusonius affinis Breuning, 1980
- Paramusonius peyrierasi Breuning, 1980